# Tuwajs
Tuwajs (arab. طويس) – wieś w Syrii, w muhafazie Aleppo. W 2004 roku liczyła 348 mieszkańców.